# ね
ね en hiragana ou ネ en katakana sont deux kanas, caractères japonais qui représentent la même more. Ils sont prononcés /ne/ et occupent la 24e place de leur syllabaire respectif, entre ぬ et の.

## Origine
L'hiragana ね et le katakana ネ proviennent, via les man'yōgana, du kanji 祢.

## Romanisation
Selon les systèmes de romanisation Hepburn, Kunrei et Nihon, ね et ネ se romanisent en « ne ».

## Tracé
L'hiragana ね s'écrit en deux traits.
1. Trait vertical.

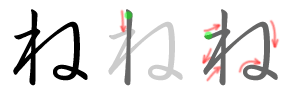
Ordre des traits pour ね

2. Trait débutant horizontalement, coupant le premier dans son tiers supérieur, puis rebroussant chemin diagonalement, changeant de direction pour former une boucle vers la droite et se terminant par une petite boucle.

Le katakana ネ s'écrit en quatre traits.
1. Petit trait légèrement diagonal.

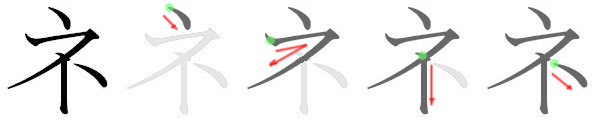
Ordre des traits pour ネ

2. Trait horizontal, de gauche à droite sous le premier, puis trait diagonal, de droite à gauche.
3. Trait vertical, en dessous du deuxième et au contact de celui-ci.
4. Trait diagonal, de gauche à droite, à droite du point d'intersection entre le deuxième et le troisième trait.

## Représentation informatique
- Unicode[1],[2] :
  - ね : U+306D
  - ネ : U+30CD